# Канон врачебной науки
«Канон врачебной науки» (араб. القانون في الطب‎ Al-Qanun fi t-Tibb, не ранее 1023) — одна из наиболее знаменитых книг в истории медицины. Автор — Ибн Сина (Авиценна). С XII по XVII века врачи многих стран Востока и Запада изучали азы своей науки по «Канону». Арабский текст «Канона» издан полностью только однажды (в 4 томах, Рим, 1593), но существует множество переводов его на латинский язык. Самый тщательный из них принадлежит Племию (Львов, 1658).
В труде «Канон врачебной науки» Авиценна пишет, что врач должен обладать «глазами сокола, руками девушки, мудростью змеи и сердцем льва». В «Каноне» Ибн Сина предположил, что заболевания могут вызываться какими-то мельчайшими существами. Следовательно, идея о том, что заразные болезни вызываются микробами, была высказана Ибн Синой за 800 лет до Луи Пастера. Они же портят воду, передают болезнь. Он первый обратил внимание на заразность оспы, определил различие между холерой и чумой, описал проказу, отделив её от других болезней, изучил ряд других заболеваний.
На протяжении 600 лет «Канон врачебной науки» был главным учебником по медицине
во всех учебных заведениях мира, включая известнейшие университеты Европы.

## Разработка
Медицинские традиции Галена и, следовательно, Гиппократа доминировали в исламской медицине с самого её зарождения. Авиценна стремился вписать эти традиции в натурфилософию Аристотеля.
Он начал писать «Канон» в Гургандже, продолжил в Рее и завершил его в Хамадане в 1025 году. Он служил более кратким справочником в отличие от двадцати томов медицинского свода Галена.

## Содержание

### Первая книга
Состоит из четырёх частей, где излагается теоретическая медицина:
- 1- части даётся определение медицины,
- 2- речь идёт о болезнях — их причинах и проявлениях,
- 3 - о сохранении здоровья,
- 4 - о способах лечения.

Причины здоровья и болезни, симптомы болезней Ибн Сина рассматривает, исходя из господствующего в его время «гуморального» учения о четырёх соках и связанных с ними темпераментах.

### Вторая книга
Даётся описание «простых» лекарств. Авиценна приводит названия 785 средств растительного, животного и минерального происхождения. Многие из них не были известны учёным в древности.

### Третья книга
Тщательно рассматриваются отдельные болезни и способы их лечения.

### Четвертая книга
Описываются общие болезни тела, лечение различных лихорадок, вопросы, связанные с хирургией.

### Пятая книга
Содержит описания различных «сложных» лекарств.

## Средневековые переводы
В XIII веке отдельные фрагменты из «Канона врачебной науки» были переведены на армянский язык.

## Галерея

Копия арабской рукописи «Канона врачебной науки» (сделана в 1143 в Багдаде). Институт рукописей Национальной Академии Наук Азербайджана в Баку
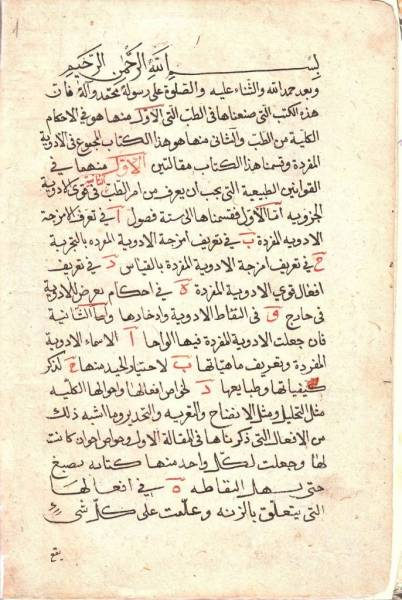
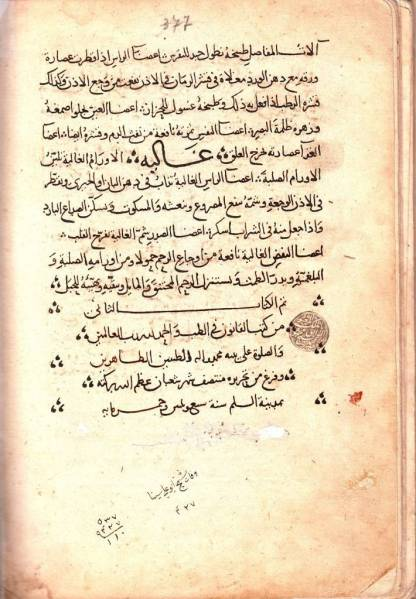
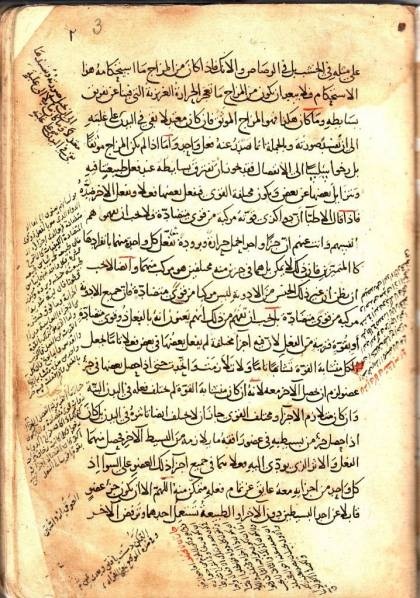
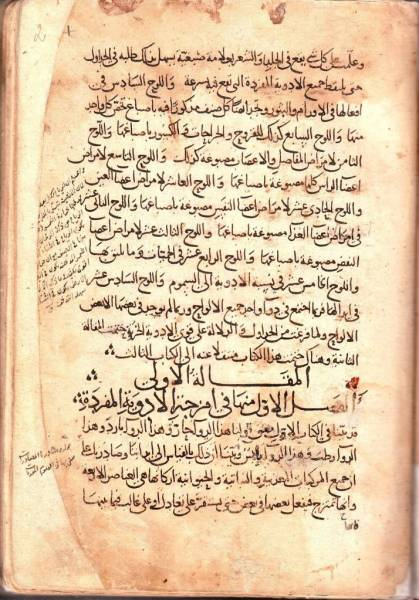

## Издания
- Канон врачебной науки : [Пер. с араб.] / 2-е изд. — Ташкент: Ташкент Фан, 1980—1982.
- Канон врачебной науки : Избр. разделы : В 3 ч. : [Перевод] / Сост. У. И. Каримов, Э. У. Хуршут; Акад. наук Респ. Узбекистан, Ин-т востоковедения им. Абу Райхана Беруни. — М.: Коммерческий вестник; Ташкент: Фан, 1994.
- Канон врачебной науки/ пер. с лат. :худож.обл. М,В Драко—.Мн. :ООО «Попурри»,2000.— 448 с.